# Drumopama girisa
Drumopama girisa är en svampart som beskrevs av Subram. 1957. Drumopama girisa ingår i släktet Drumopama, divisionen sporsäcksvampar och riket svampar.   Inga underarter finns listade i Catalogue of Life.